# Antepipona minutissima
Antepipona minutissima är en stekelart som beskrevs av Giordani Soika 1982. Antepipona minutissima ingår i släktet Antepipona och familjen Eumenidae. Inga underarter finns listade i Catalogue of Life.